# Georg Steinherr
 Georg Steinherr  (* 26. Januar 1953 in München) ist ein ehemaliger deutscher Profiboxer.

## Amateurlaufbahn
Als Amateur gewann Georg Steinherr die Deutsche Meisterschaft der Junioren 1971 im Halbmittelgewicht. 1975 gewann er den Titel bei den Senioren.

## Profikarriere
Georg Hammerschorsch Steinherr feierte am 4. Dezember 1976 sein Debüt als Profi. Am 14. Mai 1980 boxte er in der Münchner Olympiahalle gegen den Briten Kevin Finnegan um die Europameisterschaft im Mittelgewicht. Der Kampf endete äußerst umstritten unentschieden. Nach K.o.-Erfolgen über Edip Sekowitsch und Horst Schulze sicherte sich Steinherr 1983 die Deutsche Meisterschaft im Mittelgewicht.
In seiner Heimatstadt München gewann er am 28. September 1984 gegen Jimmy Cable die Europameisterschaft im Halbmittelgewicht. Als Trainer hatte ihn Eckhard Dagge auf den Kampf vorbereitet. Steinherr verteidigte den EM-Gürtel 1985 erfolgreich gegen Emilio Sole Ruiz in Dortmund. Im Mai 1985 wurde Steinherr vom Amtsgericht Dachau wegen einer Anfang Februar 1983 begangenen Körperverletzung zu einer Geldstrafe von 24 000 D-Mark verurteilt. Anfang Juli 1985 entzog der Bund Deutscher Berufsboxer Steinherr den Deutschen Meistertitel im Mittelgewicht sowie die Lizenz als Berufsboxer, da gegen Steinherr laut Meldung des Sport-Informations-Diensts wegen des Verdachts der räuberischen Erpressung ermittelt wurde. Nach Diskrepanzen mit seinem Manager und Promoter trat Steinherr vom Boxsport zurück.